# Loghion
Il termine loghion (dal greco, pl. loghia) è usato fra gli studiosi della Bibbia e degli altri testi sacri per indicare una parola o sentenza detta da Gesù e riportata come discorso diretto dai redattori dei vangeli o, unico nel suo genere, il loghion di Atti 20:35: "In tutte le maniere vi ho dimostrato che lavorando così si devono soccorrere i deboli, ricordandoci delle parole del Signore Gesù, che disse: Vi è più gioia nel dare che nel ricevere!».".